# Khu bảo tồn thiên nhiên Bôrik
Khu bảo tồn thiên nhiên Bôrik (tiếng Slovakia: Bôrik prírodná rezervácia) là một khu bảo tồn thiên nhiên tọa lạc ở độ cao 922 mét so với mực nước biển, thuộc địa phận các làng Lučivná và Mengusovce, vùng Prešov, Slovakia. Khu bảo tồn thiên nhiên Bôrik là một trong số những khu vực bảo vệ của Vườn quốc gia Tatra, hiện tại là đối tượng ở mức độ bảo vệ cao nhất, cụ thể là mức độ thứ 5.

## Miêu tả
Diện tích của khu bảo tồn thiên nhiên Bôrik là 207.400 m². Khu bảo tồn thiên nhiên này được Ủy ban Môi trường Slovakia tuyên bố là di tích vào năm 1991, theo Nghị định 166/1991 ban hành ngày 15 tháng 1 năm 1991. Khu bảo tồn thiên nhiên Bôrik hoạt động dưới sự quản lý của Cơ quan Quản lý Bảo vệ Thiên nhiên Tiểu bang trực thuộc Vườn Quốc gia Tatra.
Đường hầm Bôrik trên đường cao tốc D1 được thiết kế sao cho đáp ứng được các yêu cầu về bảo vệ cảnh quan của khu bảo tồn thiên nhiên Bôrik. Theo cổng thông tin xây dựng ASB, do liên quan đến khu bảo tồn thiên nhiên, việc xây dựng đường hầm Bôrik phải tiết kiệm không gian và chú ý đến việc bảo vệ môi trường.